# Lars Onsager
Lars Onsager (n. 27 noiembrie 1903, Christiania, Suedia-Norvegia – d. 5 octombrie 1976, Coral Gables⁠(d), Florida, SUA) a fost un chimist american de origine norvegiană, laureat al Premiului Nobel pentru chimie (1968) pentru dezvoltarea domeniului termodinamica de neechilibru.